# José Lázaro Galdiano
José Lázaro Galdiano (Beire, Navarra, 30 de enero de 1862-Madrid, 1 de diciembre de 1947) fue un financiero, empresario, abogado, intelectual, editor, coleccionista de arte, objetos suntuarios y bibliófilo español, recordado, sobre todo, por la donación que hizo de sus bienes al Estado español que constituyen el Museo Lázaro Galdiano. 

## Biografía
José Cecilio Lázaro Galdiano nació en Beire, localidad navarra cercana a Tafalla, a las cuatro y media de la madrugada del 30 de enero de 1862 y fue bautizado al día siguiente en la parroquia de San Millán. En el bautizo, su padrino fue el vicario de la parroquia de San Pedro de Olite, Pedro Suescun, en nombre y comisión del doctor Cecilio Lázaro, maestrescuela de la catedral de Lérida.
Su padre, Leoncio de Lázaro Garro, ferviente católico, y su madre, Manuela Gregoria de Galdiano Garcés de los Fayos, eran modestos terratenientes, aunque hijodalgos. La madre, muy bella y de costumbres refinadas, falleció cuando aún era niño José Cecilio, y fue substituida en la crianza por Sotera Echarri, su ama de llaves hasta entonces. José Cecilio fue el mayor de siete hermanos, le siguieron Josefa Apolonia, Rogelio María José Miguel, Jesús M.ª Bernardo, Carmen Polonia, Ángel Remigio y Asunción Josefa. Tras su paso por la escuela rural donde aprendió las primeras letras, estudió bachillerato en los Escolapios de Sos del Rey Católico obteniendo el grado de Bachiller en el Instituto de Zaragoza. Un hermano de su madre, Esteban Galdiano Garcés de los Fayos, fue un financiero de Olite, alcalde de Pamplona y director de la sucursal del Banco de España en Navarra.
A la edad de quince años entró como escribiente en la sucursal del Banco de España en Pamplona. Allí permaneció hasta aprobar el examen para el ingreso en la escala general de empleados de sucursales. Tomó posesión de su cargo el 9 de octubre de 1880 y dos días después fue destinado a Valladolid, donde  se inscribió en la Facultad de Filosofía y Letras en tres asignaturas, dos correspondientes a los estudios preparatorios, y una de las que formaban parte de la licenciatura de Derecho: Literatura General, Historia Universal (primer curso) y Elementos del Derecho Romano (primer curso), materias que aprobó, la primera con la calificación de «aprobado» y las dos últimas con la de «bueno». Se sabe que era un empedernido lector.
Por esta época publicó versos en la revista católica jerezana Asta Regia y en Madrid Cómico. Tras una serie de obligados traslados a Málaga, Valencia, Valladolid y Barcelona puso fin a su actividad como empleado de banca.

## Primeras actividades
En la Barcelona modernista residió durante 1880-1889, orientando sus gustos hacia el arte y las humanidades, mostrando una gran versatilidad como periodista. Impartía conferencias en los Ateneos sobre temas como «Relaciones entre artistas y literatos en las historias artística y literaria españolas», ayudándose de diapositivas, un sistema revolucionario. Participó en el círculo del periódico catalán La Dinastía,  colaboraba en las sesiones culturales del Ateneo Barcelonés, en una sección de La Vanguardia (1887-1888) titulada «Damas y Salones» en la que adquirió reputación como periodista en crónicas sociales  y de moda, y crítica literaria y de arte en El Imparcial o El Liberal de Madrid, medios en los que continuó escribiendo sobre arte, cultura y política.
Comenzó a coleccionar antigüedades, que distribuía por su casa. Su personalidad metódica tenía tendencia a buscar, acumular, clasificar y catalogar series de bienes tangibles.
Participó en la Exposición Universal de Barcelona de 1888. Trabajó algún tiempo en la Trasatlántica, compañía naviera de transporte de soldados y avituallamientos a la isla de Cuba. Trabó amistades con personalidades como el catalanista Narcís Oller y relaciones más estrechas con Emilia Pardo Bazán y con el político Emilio Castelar. Ambos le ayudaron más tarde en Madrid en su proyecto cultural: la revista La España Moderna  por la que desfilarón las plumas más brillantes e influyentes.

## Editor (1890-1914)
José Lázaro se instaló en Madrid en 1888 y fundó y dirigió la revista literaria La España Moderna, para la que contó con la ayuda de Emilia Pardo Bazán. Consta su amistad con literatos, como Rubén Darío, que le visitó en su casa de Cuesta de Santo Domingo nº 16 y describió su interior; con Miguel de Unamuno, del que publicó sus primeras obras, y políticos como Cánovas del Castillo. 

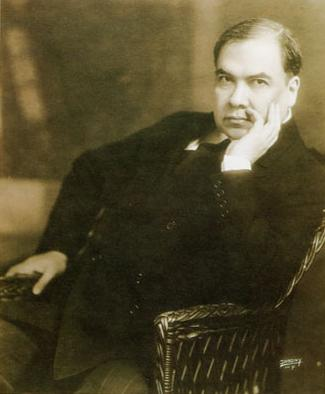
Rubén Darío (1867-1916), poeta y admirador de Lázaro.

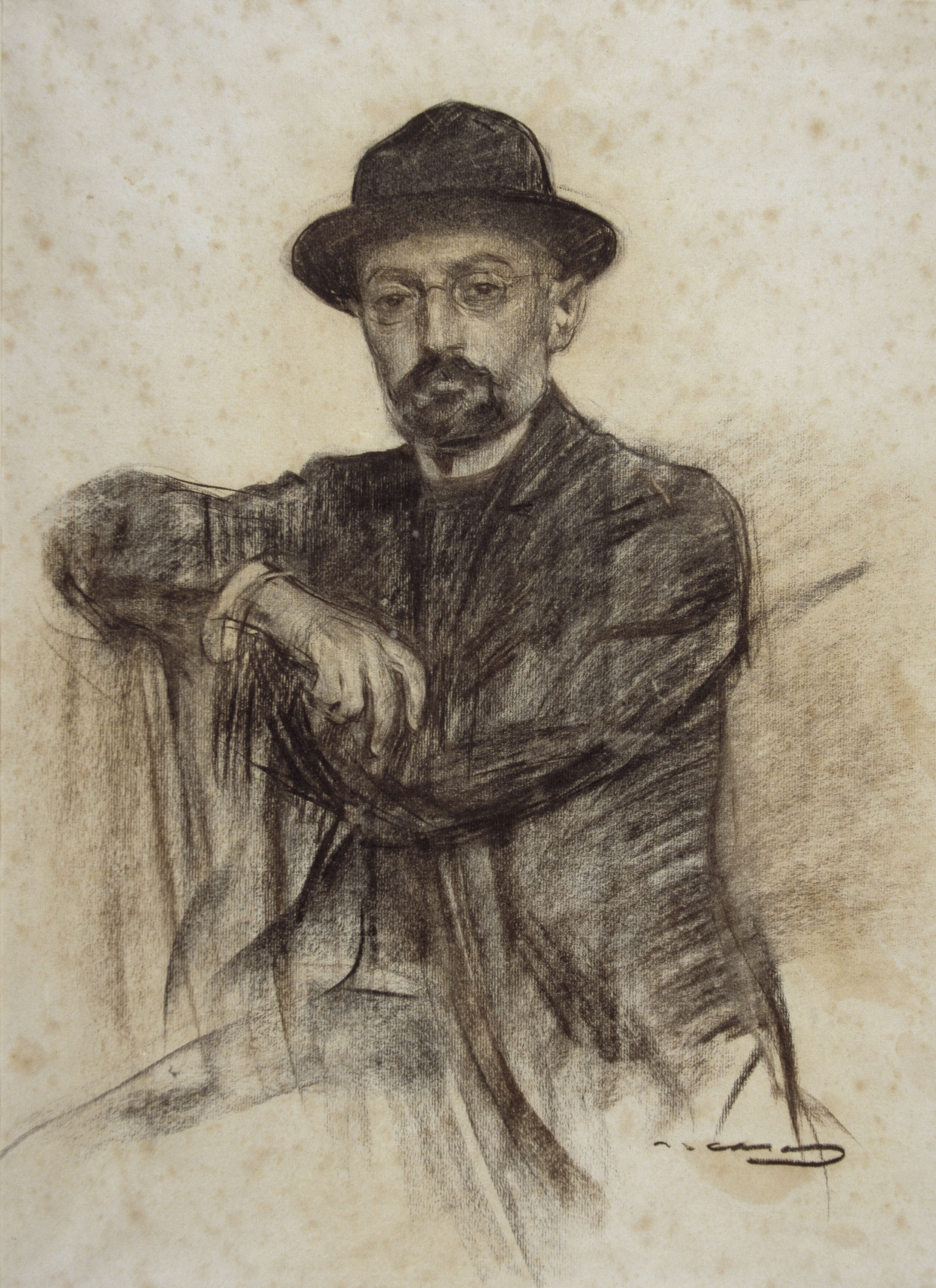
Miguel de Unamuno (1864-1936), protegido y valedor de Lázaro.

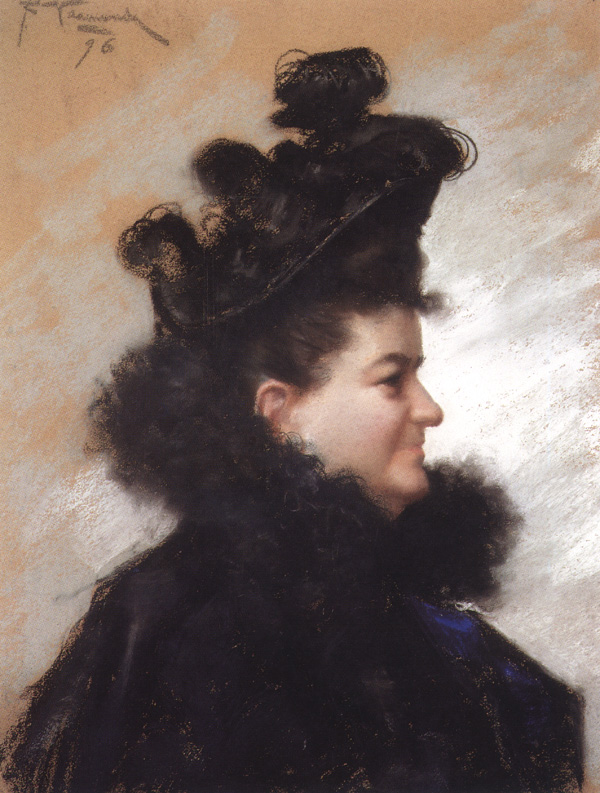
Emilia Pardo Bazán (1851-1921), escritora y valedora de Lázaro.

La estructura de la revista literaria La España Moderna respondió al siguiente esquema: un relato o una novela corta distribuida en varias entregas; una poesía, notas bibliográficas firmadas por especialistas, crónicas, secciones y artículos. En la revista colaboraron mediante contrato firmas de los escritores españoles de la generación del 98 como Emilia Pardo Bazán, Unamuno, Echegaray, Clarín, Palacio Valdés, Zorrilla, Pérez Galdós o Menéndez y Pelayo, políticos y pensadores como Giner de los Ríos, Rafael Altamira y Crevea, Silvela, Castelar, Cánovas y Pi y Margall. También se publicaron en la revista, en muchas ocasiones por primera vez en español, obras de escritores extranjeros como Dostoievsky, Tolstói, Balzac, Daudet, Flaubert, Gorki y Zola.
La editorial publicó, además de centenares de títulos literarios, otras revistas más especializadas como La Revista Internacional, Revista de Derecho y Sociología y La Nueva Ciencia Jurídica que, como La España Moderna, pretendían mejorar el acceso de los lectores españoles a lo más interesante de la ciencia y las letras. Hacia 1919 José Lázaro dejó definitivamente el negocio editorial.

## Coleccionismo

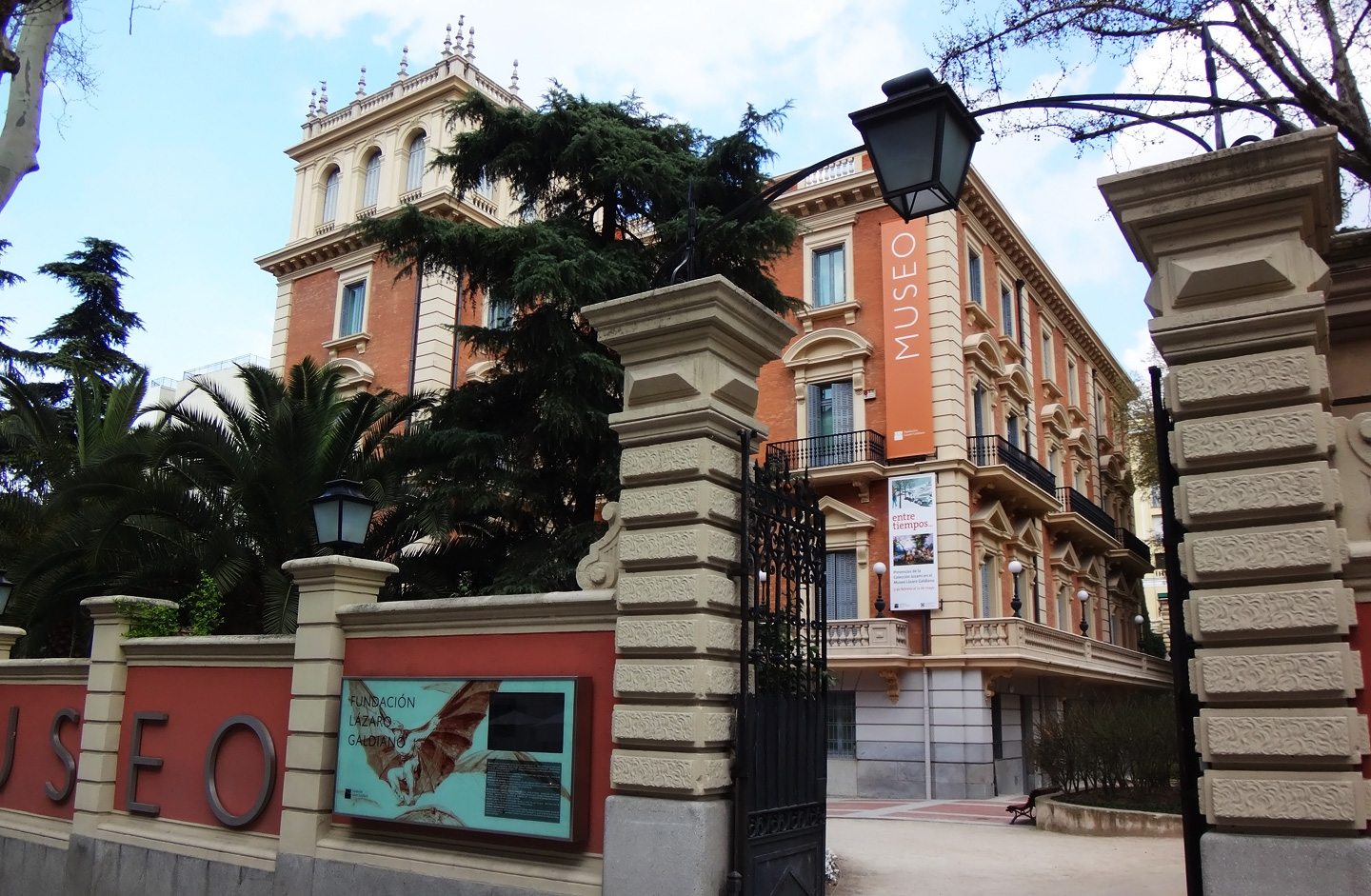
Museo Lázaro Galdiano en Madrid

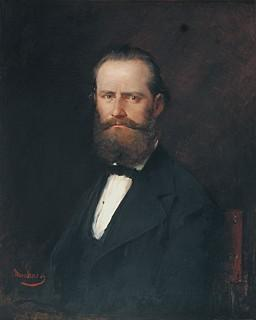
Charles Sedelmeyer: marchante francés que proporcionó importantes pinturas inglesas al matrimonio Lázaro-Florido.

### Parque Florido
En 1903 José Lázaro se casó en la embajada española de Roma con Paula Florido y Toledo (San Andrés de Giles, Argentina, 1856-Madrid, 1932), dama argentina que había enviudado anteriormente en tres ocasiones y que aportó al matrimonio los tres hijos que entonces sobrevivían de los siete que tuvo. Ambos, Lázaro y Florido, desarrollaron su pasión por el coleccionismo, el arte y las relaciones sociales correspondientes a un elevado nivel de vida,  del que daban cuenta las crónicas sociales de la época. Tras el fallecimiento de dos de los tres hijos de Florido en plena juventud, uno de ellos Rodolfo Gache, en 1916, cuando ya había dado muestras de sus cultas aficiones artísticas y literarias, y Manuela Vázquez-Barros, que comezaba su carrera como guitarriasta, en 1919,   la pareja Lázaro-Florido abandonó la actividad social. 
Asiduos viajeros por Europa, especialmente a lugares como Biarritz, Deauville y establecimientos termales a la moda, ampliaron ambos cónyuges sus conocimientos del mercado de arte internacional y su gusto por el arte en todas su expresiones, mobiliario, objetos diversos y joyas. Construyeron su hogar en Madrid en el palacete de Parque Florido (calle Serrano nº 144), nombrado así en honor a Paula Florido, de estilo neorrenacentista, que se convirtió en la sede de sus colecciones. Proyectado en 1904 por el arquitecto José Urioste Velada, sus planos fueron modificados, según instrucciones del propio Lázaro, por los arquitectos Joaquín Kramer y Francisco Borrás, los cuales se sucedieron en la dirección de las obras hasta su conclusión en 1908. Los techos de las estancias principales fueron pintados, al óleo sobre lienzo, por Eugenio Lucas Villaamil. Para el visitante tenía el atractivo añadido de disponer de luz eléctrica y de un ascensor (adminículo desconocido entonces en Madrid).
José Lázaro había descubierto la pintura de los Lucas (padre e hijo, Eugenio Lucas Velázquez y Eugenio Lucas Villaamil) en 1905, y desde entonces actuó como su marchante en los circuitos internacionales del arte. Compró y vendió obras de ambos, llegando a reunir una importante colección de sus cuadros. Este conjunto lo mostró al público en la Sala Iturrioz de Madrid en 1912; en la galería Heinemannn de Múnich ese mismo año y luego en Berlín donde vendió varias de sus obras. Entre 1913 y 1928, Lázaro siguió exponiendo y vendiendo obras de los Lucas y adquiriendo otras en el mercado del arte. 

### La colección
En 1913 la colección de pinturas contaba ya con 466 obras. Entre sus objetos se incluían dibujos, esculturas, muebles, armas, medallas, libros, tejidos, marfiles, miniaturas, tapices, abanicos, cerámicas, cristalería, objetos de todo tipo e incluso objetos curiosos. Su coleccionisamo fue conocido en su época en España, en Estados Unidos y Francia, donde fue presidente del XXIII Congreso Internacional de Historia del Arte de París (1921). Entre los años 1912-18 fue un miembro muy activo del Patronato del Museo del Prado donde llevó a cabo una importante actividad hasta 1920. Fue destacado defensor del patrimonio artístico español, centrando su actividad en la recuperación de obras que habían salido de nuestras fronteras y oponiéndose con firmeza al expolio mercantilista del arte.

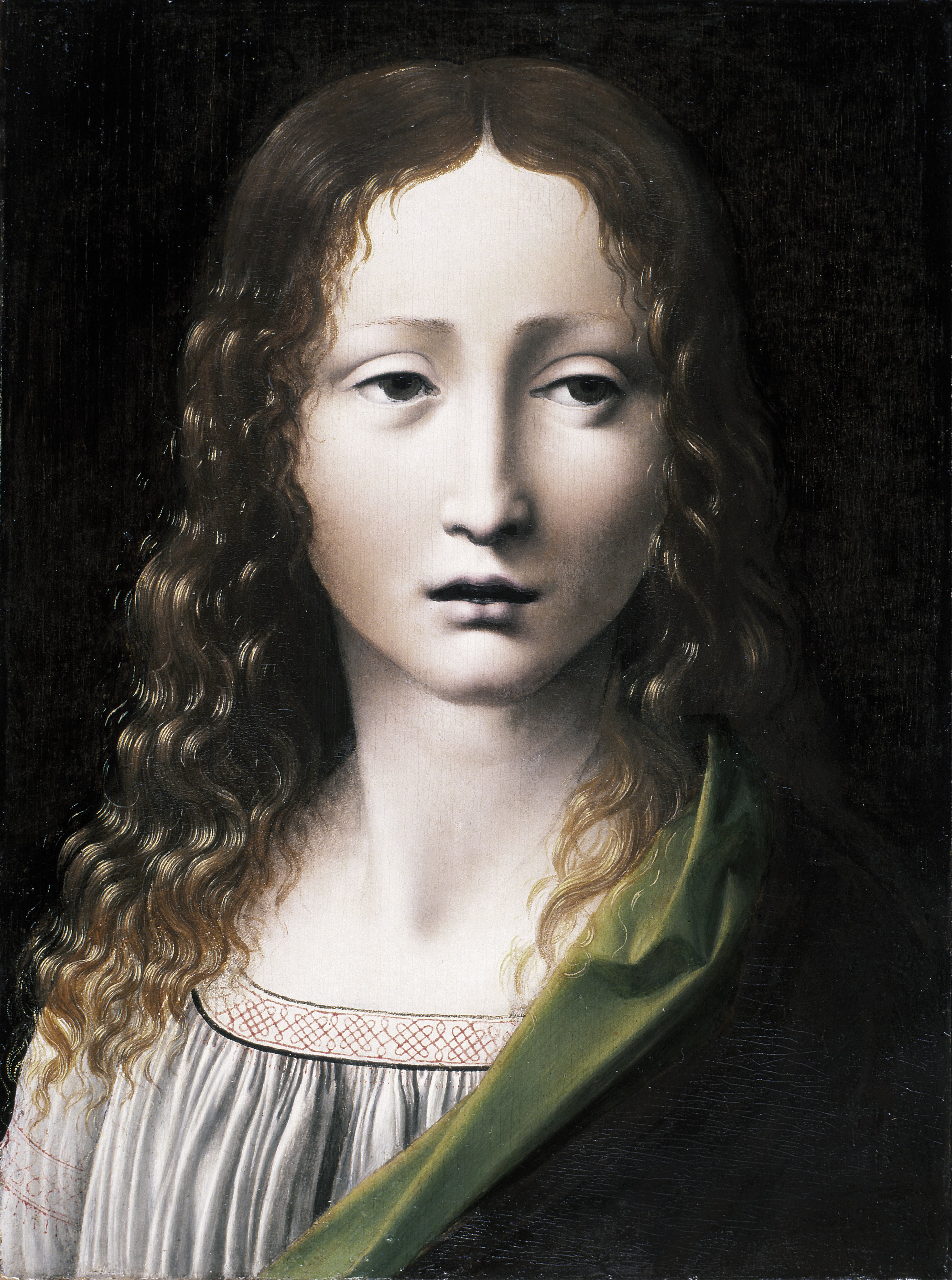
El Salvador adolescente, cuadro del círculo de Leonardo da Vinci, que Lázaro poseía desde joven.

Las colecciones que fueron reuniendo José Lázaro y Paula Florido a lo largo de su vida incluyen unas 12.600 piezas de los géneros artísticos más diversos, siempre antigüedades u obras dentro del arte clásico (no coleccionaron arte de su tiempo)y muy centrado en el arte español, que lucharon por mantener en España, frente a la presión de coleccionistas y museos internacionales. En esta faceta de promotor de la conservación del arte español, Lázaro mantuvo un interesante paralelismo con el coleccionista estadounidense Archer Huntington, fundador de la Hispanic Society de Nueva York.
Destaca de su colección la pinacoteca, con más de 750 pinturas, en la que sobresale la representación de pintura española con autores que abarcan desde el Renacimiento hasta el Romanticismo como: Sánchez Coello, El Greco, Zurbarán, Ribera, Murillo, Velázquez, Carreño de Miranda, Mateo Cerezo, Claudio Coello, Luis Paret, Goya (de quien la colección es una referencia muy relevante) o Leonardo Alenza, entre otros, y en la que la colección de tablas góticas y del primer Renacimiento español puede considerarse entre las mejores del mundo. La colección de pintura incluye también una interesante representación de la escuela inglesa: Peter Lely, Reynolds, Constable o Romney entre otros, así como de los primitivos flamencos y alemanes, con obras tan importantes como Meditaciones de San Juan Bautista de El Bosco. Una de las pinturas más singulares de la pinacoteca es el cuadro anónimo renacentista El salvador adolescente, que durante muchos años pasó por ser la única pintura de Leonardo da Vinci en España, aunque despues fue atribuido a uno de sus discípulos
La faceta de bibliofilia se refleja en piezas notables, como el incunable L´Antiquité Judaique de Flavio Josefo, fechada entre 1460 y 1470, el Libro de horas de Gian Giacomo Trivulzio, obra milanesa de hacia 1500, o el Tratado de la Pintura Sabia de fray Juan Ricci, sin olvidar el Libro de descripción de verdaderos Retratos, de Ilustres y Memorables varones, manuscrito autógrafo de Francisco Pacheco, maestro y suegro de Velázquez y uno de los grandes teóricos españoles del siglo XVI. A su excelente biblioteca añadió alrededor de mil libros de su gran amigo Antonio Cánovas del Castillo, que adquirió —así como su archivo— tras el asesinato de éste, en 1897.

## Actividad política y la República
En las Elecciones generales de España de marzo de 1914 Lázaro se presentó a diputado por Madrid (Chamberí)  con los liberales-romanonistas con la coalición monárquica, sin obtener escaño.  Posteriormente sustituyó efímeramente como diputado por Orihuela (Alicante) a Manuel Ruiz Valarino en 1919.
Siendo consejero del Banco Hispano Americano desde 1928, recién instaurada la Segunda República, José Lázaro Galdiano fue presa de ciertas dudas y se vio imputado y procesado junto a un grupo de monárquicos en 1932, por un asunto de evasión de capitales en gran escala. Para disfrutar de libertad provisional tuvo que depositar en un juzgado especial una fianza total de 14.000.000 de pesetas de la época, las que evadió a través de Suiza. Luego fueron amnistiados durante el llamado Bienio Negro en 1934, siendo Ministro de Justicia Ramón Álvarez-Valdés, antiguo compañero en el consejo de administración del Banco Hispano Americano.
Paula Florido falleció en 1932. Dejó su fortuna a su único hijo sobreviviente, Juan Francisco Ibarra, y a su nieto, excepto su parte de Parque Florido con todo su contenido, que dejó a su marido.  José Lázaro, tras el fallecimiento de su esposa en octubre del 1932, se retiró del ámbito social, si bien continuó coleccionando. Estando en París,  mostrando sus libros en la Exposición de la estética del libro español, le sorprendió el golpe de Estado de julio de 1936.  Su presencia en esta exposición probablemente le salvó la vida. Durante los años de la Guerra civil española estuvo primero en París y luego en Nueva York, donde continuó procesando antigüedades en un mercado dislocado por la guerra, exponiendo sus mejores obras y dando conferencias de alto contenido estético. Durante la Guerra Civil el gobierno de la República se incautó del palacio Florido  para residencia de artistas jubilados. Fue confiscado por la Asociación General de Actores de España de la UGT, por inspiración de Josefina Díaz de Artigas. Sus bienes fueron protegidos y trasladados a Valencia por el Gobierno republicano. El palacio no fue sometido a bombardeos por la aviación rebelde ya que los pilotos nacionales tenían órdenes de no destruir el barrio de Salamanca.[cita requerida]
Volvió a Madrid terminada la guerra y reclamó su patrimonio (Decreto de 22 de abril de 1938 y Orden de 13 de enero de 1940), que le fue devuelto, excepto una parte de su biblioteca —hoy en la Biblioteca Nacional— y un conjunto de documentos que quedaron en el Archivo Histórico Nacional.  Viudo, sin hijos y temiendo la dispersión de sus colecciones, dispuso una acción filantrópica que perpetuara su memoria y la de su esposa, por lo que legó su patrimonio al Estado español, mediante una Fundación que llevara su nombre.  
El día 26 de diciembre de 1947, se publicó en el Boletín Oficial del Estado la aceptación de la herencia de José Lázaro y poco después el 18 de julio de 1948 la Fundación Lázaro Galdiano. Siempre discreto con el volumen de su peculio, se supo a su muerte que era la mayor fortuna de España y una de las cinco más grandes de Europa. Fue el mayor accionista del Banco Hispano Americano, por encima de Basagoiti, que fue presidente y cofundador. Poseía acciones de Nestlé, participaciones de los cines de París, dinero en la Banca Morgan, y en bancos suizos, ingleses y americanos.  No se le conocieron relaciones ni acercamientos a la Iglesia católica española.
A finales de los años cuarenta se constituyó la Comisión de la Fundación, con el objeto de administrar y gestionar este volumen patrimonial. Más tarde se instituyó un Protectorado para asumir las funciones de dirección de este órgano; estaba constituido por la Jefatura del Estado y varios ministros, junto con el director de la Real Academia de Bellas Artes de San Fernando, el de la Real Academia de la Historia y el Consejo Superior de Investigaciones Científicas. En 1951, Franco, acompañado por su esposa —también notoria coleccionista—, inauguró en el palacete de Parque Florido, después de unas reformas de adecuación dirigidas por Fernando Chueca Goitia. El Patronato Rector está compuesto por la ministra de Cultura, el subsecretario de Cultura, el interventor general del Estado, los directores generales de Patrimonio, de Bellas Artes y el abogado general del Estado. El museo se mantuvo sin cambio alguno hasta enero de 2001, momento en que cerró sus puertas para acometer importantes obras de rehabilitación arquitectónica y reorganización museológica y museográfica, hasta su reinauguración el 13 de febrero de 2004. Las obras fueron realizadas según los proyectos de los arquitectos Fernando Borrego y Jesús Moreno, respectivamente.